# Ojbek Nasirow
Ojbek Nasirow (ur. w 1989)  – kirgiski zapaśnik walczący w stylu wolnym. Zajął dwunaste miejsce na mistrzostwach świata w 2019. Brązowy medalista mistrzostw Azji w 2019 roku.